# Хипоцентър
Хипоцентърът (от старогръцки: υπόκεντρον, „под центъра“) е началната точка на възникване на земетресение под земята, а епицентърът е неговата проекция на земната повърхност.
Центърът на пораждане на земетресението, или още, огнището на земетресение, може да бъде на дълбочина от 2 – 3 km до 35 km, в редки случаи и до 600 – 700 km. От него във всички посоки се разпространяват земетръсните вълни, които биват три вида: надлъжни, напречни и повърхностни, като наименованието им е свързано с посоката, в която се движи самата вълна. Надлъжните земетръсни вълни имат най-голяма скорост на разпространение от 3,5 до 14 km/s, докато напречните се движат почти два пъти по-бавно. Епицентърът най-рано изпитва удара на земетръсните вълни. Когато една точка е по-отдалечена от епицентъра, толкова по-късно ще достигнат земетръсните вълни до нея, а разликата във времето между пристигането на надлъжните и напречните вълни ще става все по-голяма. След появата на тези два вида вълни започва ефектът на бавните, повърхностни вълни, същинското хоризонтално люлеене, което причинява разрушенията. Повърхностните вълни се разпространяват от епицентъра във всички посоки и силата им, както и разрушенията им намаляват с увеличаване от епицентъра на земетресението. Ако местата с еднаква сила на сътресение се съединят с линии, ще се получат затворени криви, наречени изосеисти, които са концентрично разположени около епицентъра. Линиите, които съединяват местата с едновременно разтърсване на земната кора, се наричат хомосеисти.